# General Berthelot
General Berthelot – wieś w Rumunii, w okręgu Hunedoara, w gminie General Berthelot. W 2011 roku liczyła 239 mieszkańców.